# Merry Christmas Everyone
Merry Christmas Everyone est une chanson intérpretée par le Gallois Shakin' Stevens en 1985.
Le single a été single numéro un au Royaume-Uni au moment de Noël cette même année. 